# 김기훈 (야구 선수)
김기훈(2000년 1월 3일 ~ )은 KBO 리그 KIA 타이거즈의 투수이다.

## 아마추어 시절
1학년 때부터 경기에 출장했고, 2학년 때는 경남고등학교의 서준원과 함께 주목받았다. 2학년 때부터 팀의 에이스로 활동했고, 주축 투수로 맹활약했다. 이를 인정받아 청소년 국가 대표로 선발됐다. 3학년 때는 140km/h대의 강속구를 던지며 일찌감치 KIA 타이거즈의 1차 지명 유력 후보로 언급됐고, 6월 25일에 1차 지명을 받았다.

## 한국 프로야구 시절

### KIA 타이거즈시절
2019년 KBO 리그 신인 드래프트에서 1차 지명을 받아 입단하였다. 입단 첫 해에 스프링캠프에 참가했다. 2019년 3월 24일 LG전에서 구원 등판하며 데뷔 첫 경기를 치렀고, 경기에서 1이닝 1실점을 기록했다.

### 상무 야구단시절
2021년에 입단하였다.

### KIA 타이거즈복귀
2022년에 복귀하였다.

## 호주 프로야구 시절
2023년 11월에 캔버라 캐벌리에 입단하였다.

## 출신 학교
- 광주수창초등학교
- 무등중학교
- 광주동성고등학교

## 통산 기록
| 연도 | 팀명  | 평균자책점 | 경기 | 완투 | 완봉 | 승 | 패 | 세 | 홀 | 승률  | 타자 | 이닝 | 피안타 | 피홈런 | 볼넷 | 사구 | 탈삼진 | 실점 | 자책점 |
| ---- | ----- | ---------- | ---- | ---- | ---- | -- | -- | -- | -- | ----- | ---- | ---- | ------ | ------ | ---- | ---- | ------ | ---- | ------ |
| 2019 | KIA   | 5.56       | 19   | 0    | 0    | 3  | 6  | 0  | 0  | 0.333 | 368  | 79⅓  | 64     | 11     | 65   | 9    | 49     | 55   | 49     |
| 2020 | KIA   | 5.37       | 22   | 0    | 0    | 0  | 4  | 0  | 1  | 0.000 | 238  | 52   | 58     | 8      | 31   | 2    | 39     | 35   | 31     |
| 2022 | KIA   | 1.04       | 4    | 0    | 0    | 1  | 0  | 0  | 0  | -     | 36   | 8⅔   | 4      | 0      | 7    | 0    | 9      | 1    | 1      |
| 2023 | KIA   | 4.60       | 29   | 0    | 0    | 2  | 0  | 0  | 0  | 1.000 | 156  | 30⅓  | 28     | 0      | 37   | 2    | 26     | 22   | 16     |
| 2024 | KIA   | 5.03       | 17   | 0    | 0    | 1  | 0  | 0  | 0  | 1.000 | 95   | 19⅔  | 16     | 1      | 15   | 3    | 17     | 13   | 11     |
| 통산 | 5시즌 | 5.09       | 92   | 0    | 0    | 6  | 10 | 0  | 1  | 0.375 | 893  | 191  | 170    | 20     | 155  | 16   | 140    | 126  | 108    |